# Sphärizität (Teilchenphysik)
In Beschleuniger-Experimenten der Teilchenphysik und insbesondere den zu ihrer Auswertung benutzten Computerprogrammen dient die Sphärizität, dazu, die geometrische Form von Kollisionsereignissen zu beschreiben und zum Beispiel Jet-Ereignisse herauszufiltern oder den Verhältnisanteil transversaler Impulse anzugeben. Dazu wird folgender Tensor (bzw. Matrix) benutzt:
{\displaystyle S^{\alpha \beta }={\frac {\sum _{i}p_{i}^{\alpha }p_{i}^{\beta }}{\sum _{i}|p_{i}|^{2}}}}
Dabei sind die Zahlen {\displaystyle p_{i}^{\alpha }} bzw. {\displaystyle p_{i}^{\beta }} (mit {\displaystyle \alpha ,\beta \in \{1,2,3\}}) Ortskoordinaten (x,y,z entsprechen 1,2,3) des i-ten Ereignisses, das heißt der Stelle im Detektor, wo die bei der Kollision entstehenden Teilchen registriert wurden. Aus der Diagonalisierung erhält man in der Regel drei verschiedene positive Eigenwerte {\displaystyle \lambda _{i}}, wovon der Eigenwert i = 1 der größte sei (sie seien so normiert, dass die Summe der Eigenwerte 1 ergibt). Mit den anderen beiden Eigenwerten i = 2,3 wird die „Sphärizität“ S gebildet:
{\displaystyle S={\frac {3}{2}}(\lambda _{2}+\lambda _{3})}
mit 0 ≤ S ≤ 1.  Für isotrope (sphärische Form) Ereignisse ist S sehr nahe 1. Liegt ein 2-Jet Ereignis vor, ist S nahe 0.